# Peucetia betlaensis
Peucetia betlaensis är en spindelart som beskrevs av Saha och Dinendra Raychaudhuri 2007. Peucetia betlaensis ingår i släktet Peucetia och familjen lospindlar. Inga underarter finns listade i Catalogue of Life.